# Alan Sunderland
Pour les articles homonymes, voir Sunderland (homonymie).
Alan Sunderland, né le 1er juillet 1953 à Conisbrough (Angleterre), est un footballeur anglais, qui évolue au poste d'attaquant à Wolverhampton Wanderers, à Arsenal, à Ipswich Town et à Derry City ainsi qu'en équipe d'Angleterre.
Sunderland n'a marqué aucun but lors de son unique sélection avec l'équipe d'Angleterre en 1980.

## Carrière
- 1971-1977 : Wolverhampton Wanderers
- 1977-1984 : Arsenal
- 1984-1986 : Ipswich Town
- 1986 : Derry City

## En équipe nationale
- 1 sélections et 0 but avec l'équipe d'Angleterre en 1980.

### Avec Wolverhampton Wanderers
- Vainqueur de la Coupe de la Ligue anglaise de football en 1974.
- Vainqueur du Championnat d'Angleterre de football D2 en 1977.

### Avec Arsenal
- Vainqueur de la Coupe d'Angleterre de football en 1979.